# خوسيه ميغيل موراليس
خوسيه ميغيل موراليس (بالإسبانية: José Miguel Morales) (27 فبراير 1976 في إسبانيا - ) هو لاعب كرة قدم إسباني في مركز حراسة المرمى. شارك مع منتخب كاتالونيا لكرة القدم. أما مع النوادي، فقد لعب مع نادي بادالونا ونادي ماتارو وFC Santboià ‏ ونادي تيراسا ‏ ونادي سان أندرو.

## وصلات خارجية
- خوسيه ميغيل موراليس على موقع Soccerway.com (الإنجليزية)
- خوسيه ميغيل موراليس على موقع AS.com (الإسبانية)